# Samir Nasri
Samir Nasri (* 26. Juni 1987 in Marseille) ist ein ehemaliger französischer Fußballspieler.

## Karriere

### Vereine

#### Olympique Marseille
Aufgewachsen im Quartier Gavotte Peyret begann er mit fünf Jahren, für den gleichnamigen lokalen Klub zu spielen. Nach einiger Zeit wechselte er für zwei Saisons zu Pennes Mirabeau, ehe ihn die Scouts von Olympique Marseille entdeckten. Mit dem Einverständnis seiner Eltern wechselte er als 13-Jähriger dorthin.
Bereits mit 17 Jahren spielte er in Marseilles A-Team, konnte sich aber noch nicht durchsetzen und wurde überwiegend eingewechselt. Erst als er bei der U-20-Weltmeisterschaft 2005 gute Leistungen zeigte, wurde er auch in seinem Verein eine feste Größe.
In der Saison 2006/07 absolvierte er 37 von 38 Spielen und war einer der auffälligsten Spieler. Er wurde von den Fans zum Spieler der Saison 2006/07 gewählt und auch von etlichen Topklubs umworben. Darüber hinaus erhielt er auch die Auszeichnung als bester junger Spieler des Jahres in der Ligue 1, die ihm sein Freund und Mentor Zinédine Zidane überreichte.
Zu Beginn der darauffolgenden Saison 2007/08 erlitt er eine kleine Blessur, deretwegen er für einige Spiele ausfiel. In dieser Saison bestritt er ferner seine ersten Spiele in der UEFA Champions League.

#### FC Arsenal

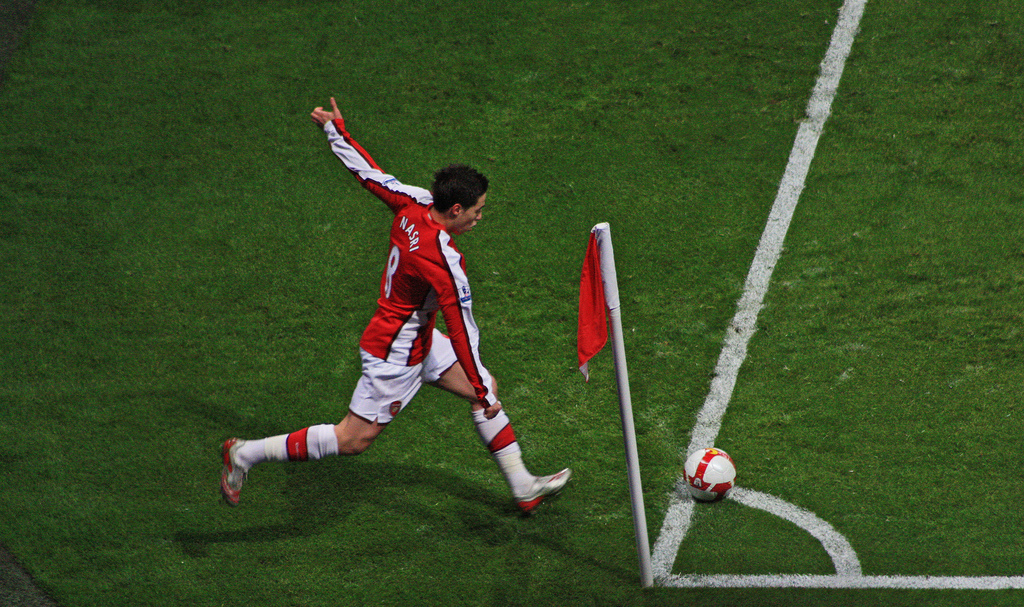
Samir Nasri im Arsenal-Trikot beim Eckstoß (2008)

Im Mai 2008 verlängerte Nasri zunächst den Vertrag mit Olympique Marseille bis 2012, wechselte im Juli aber zum FC Arsenal. Dort sollte er den zum FC Barcelona abgewanderten Aljaksandr Hleb ersetzen. Arsenal bezahlte für den Franzosen 15 Mio. € an Olympique Marseille. Am 16. August 2008 beim Ligaauftakt gegen West Bromwich Albion gab der Offensivspieler sein Debüt in der Premier League. In der gleichen Partie erzielte Nasri seinen ersten Pflichtspieltreffer für die Gunners. Elf Tage später, am 27. August, kam er erstmals international für Arsenal zu einem Einsatz. Im Qualifikationsspiel zur Champions League konnte Nasri, wie schon in der Premier League, ein Tor erzielen.
Während der Vorbereitung auf die Saison 2009/10 verletzte sich der Mittelfeldspieler. Im österreichischen Trainingslager brach er sich das Wadenbein und fehlte seinem Team drei Monate.
In der Sommerpause 2011 wechselte Nasri nach wochenlangen Verhandlungen zu Manchester City. Wettbewerbsübergreifend hatte er über drei Jahre 125-mal für die Gunners gespielt und 27 Tore erzielt.

#### Manchester City
Nasri unterschrieb einen Vierjahresvertrag bis zum 30. Juni 2015. Zu seinem ersten Ligaspiel für die Citizens kam Nasri direkt nach seiner Verpflichtung und bereitete beim 5:1 gegen Tottenham Hotspur drei Treffer vor. Unter Trainer Roberto Mancini saß Samir Nasri immer wieder auf der Bank, erst als Manuel Pellegrini übernahm, entwickelte sich der Franzose zum Stammspieler und Leistungsträger.

#### FC Sevilla
Am 31. August 2016 wurde Nasri für eine Saison an den FC Sevilla verliehen.

#### Antalyaspor
Am 21. August 2017 wechselte Nasri zum türkischen Verein Antalyaspor und erhielt dort einen Zweijahresvertrag. Eine Ablösesumme wurde nicht genannt. Im Januar 2018 wurde der Vertrag zwischen Antalyaspor und Nasri aufgelöst.

#### Dopingsperre
Ende 2016, während seiner Zeit beim FC Sevilla, erhielt Nasri von einer ihn privat behandelnden Ärztin eine verbotene Infusion, die dies mit Foto im Internet veröffentlichte. Die UEFA sperrte Nasri wegen dieser als Doping eingestuften Behandlung im Februar 2018 für sechs Monate. Nach einer erneuten Prüfung wurde die Sperre im August 2018 auf 18 Monate verlängert.

#### West Ham United
Nach abgelaufener Dopingsperre schloss sich Nasri zum 1. Januar 2019 West Ham United an. Er unterschrieb einen Vertrag bis zum Ende der Saison 2018/19, der nicht verlängert wurde.

#### RSC Anderlecht
Am 5. Juli 2019 gab der RSC Anderlecht bekannt, dass Nasri ab der Saison 2019/2020 zu seinem Kader gehört. Nachdem er bis Mitte Oktober 2019 Ligaspiele für Anderlecht bestritten hatte, fiel er seitdem wegen Verletzungen aus. Sein Vertrag beim RSC Anderlecht lief zum 30. Juni 2020 aus.
Im Sommer 2021 beendete er seine Karriere.

### Nationalmannschaft

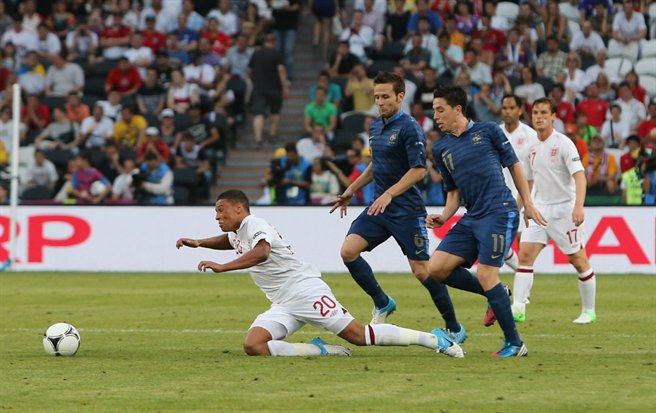
Nasri im EM-Gruppenspiel gegen England (Juni 2012). Links daneben: Alex Oxlade-Chamberlain und Yohan Cabaye.

Anlässlich des Länderspiels gegen Österreich am 28. März 2007 wurde er zum ersten Mal von Nationaltrainer Domenech in der französischen A-Nationalelf eingesetzt und bereitete auch gleich den Siegtreffer von Karim Benzema vor. Sein erstes Tor für Frankreich gelang ihm während des EM-Qualifikationsspiels gegen Georgien am 6. Juni 2007.
Bei der EM-Endrunde 2008 gehörte er zum französischen Aufgebot. Er kam allerdings nur zu zwei Kurzeinsätzen. Bemerkenswert war vor allem der letzte. Nasri wurde im entscheidenden Spiel gegen Italien für den verletzten Franck Ribèry ein- und nur 15 Minuten später aus taktischen Gründen für Jean-Alain Boumsong wieder ausgewechselt. In seinem ersten Einsatz gegen Rumänien spielte er 12 Minuten, als er für Benzema eingewechselt wurde.
Zur Fußball-Weltmeisterschaft 2010 wurde er nicht nominiert; nach dem französischen Debakel in Südafrika berief ihn Domenechs Nachfolger Laurent Blanc aber wieder regelmäßig in das Aufgebot, und am Ende dieses Jahres wurde Nasri zu Frankreichs Fußballer des Jahres gewählt. Er stand im Aufgebot für die Europameisterschaft 2012 und kam in sämtlichen Spielen zum Einsatz; gegen England gelang ihm der Treffer zum 1:1-Endstand. Nach dem französischen Ausscheiden im Viertelfinale wurde er einem Redakteur der Nachrichtenagentur AFP gegenüber verbal ausfällig, wofür ihn sowohl Blanc als auch Verbandspräsident Noël Le Graët kritisierten. Nasri wurde wegen seines Verhaltens für Ende Juli 2012 vor die Disziplinarkommission des französischen Verbands FFF geladen, und in der Folge für drei Spiele gesperrt. Der neue französische Nationaltrainer Didier Deschamps berücksichtigte Nasri im August 2013 erstmals wieder, wenn auch nur als Einwechselspieler. Im Mai 2014 sprach Deschamps Nasri die Teamfähigkeit ab und nahm ihn nicht in den französischen Kader für die WM 2014 auf. Daraufhin beendete Nasri im August seine Nationalmannschaftskarriere.

## Erfolge/Titel
In der Nationalmannschaft 
- U-17-Fußball-Europameisterschaft: 2004

 Mit dem Verein 
- UEFA Intertoto Cup: 2005
- Finalist der Coupe de France: 2006, 2007
- Premier League: 2012, 2014
- FA-Community-Shield-Sieger: 2012
- League Cup: 2014, 2016

 Persönliche Erfolge 
- Spieler des Monats der Ligue 1: März 2007
- Bester Nachwuchsspieler der Ligue 1: 2006/07
- Frankreichs Fußballer des Jahres: 2010
- Englands Fußballer des Monats: Dezember 2010